# 科林西亚专区
科林西亚专区（希臘語：Περιφερειακή ενότητα Κορινθίας），是希腊伯罗奔尼撒大区的一个专区。首府为科林斯。专区面积为2,290平方公里，2011年人口数量为145,082人。

## 行政
在2011年卡利克拉提斯改革方案中，希腊所有州份被取消。原科林西亚州作为整体设立为科林西亚专区。科林西亚专区下分为6个市镇（括号内为地图中的数字）：
- 科林斯（1）
- 韦洛-沃哈（2）
- 卢特拉基-派拉霍拉-圣塞奥佐里（3）
- 奈迈阿（4）
- 克西洛卡斯特龙-埃夫罗斯蒂纳（5）
- 西基翁（6）